# 一日市場駅
一日市場駅（ひといちばえき）は、長野県安曇野市三郷明盛にある、東日本旅客鉄道（JR東日本）大糸線の駅である。駅番号は「37」。

## 歴史
- 1915年（大正4年）
  - 1月6日：信濃鉄道が松本市駅（現・北松本駅） - 豊科駅間を開通し、明盛駅（めいせいえき）として開業[3]。一般駅[4]。
  - 4月5日：南松本駅（鉄道院松本駅構内） - 北松本駅間が開通し[3]、貨物のみ連絡運輸を開始[5]。
  - 5月1日：一日市場駅に改称[6]。
- 1916年（大正5年）9月18日：南松本駅を松本駅に統合して共同使用駅化し、同駅経由での旅客連絡運輸を開始[3]。
- 1926年（大正15年）1月8日：信濃鉄道が全線電化し、旅客列車を電車化[3]。
- 1937年（昭和12年）6月1日：信濃鉄道の国有化[7]。
- 1957年（昭和32年）8月15日：中土駅 - 小滝駅間が開通して全線開通し、大糸線と改称[3]。
- 1960年（昭和35年）9月：松本駅 - 信濃大町駅間の貨物列車を電化[8]。
- 1971年（昭和46年）1月30日：貨物の取り扱いを廃止[4]。
- 1984年（昭和59年）2月1日：荷物の扱いを廃止[4]。
- 1983年（昭和58年）3月25日：CTC導入により、業務委託駅となる[9]。
- 1987年（昭和62年）4月1日：国鉄分割民営化に伴い、東日本旅客鉄道（JR東日本）の駅となる[10]。
- 2017年（平成29年）12月16日：新駅舎の使用を開始[11]。
- 2025年（令和7年）
  - 3月15日：ICカード「Suica」の利用が可能となる[12][13]。東京近郊区間に編入される[12]。
  - 3月25日：終日無人化[14]。
  - 4月1日：安曇野市による簡易委託化に伴う再有人化。

## 駅構造
島式ホーム1面2線を有する地上駅である。駅舎寄りの側線周辺は、レールの保管場所として使われている。
安曇野市が窓口業務を受託する豊科駅管理の簡易委託駅である。乗車駅証明書発行機と簡易Suica改札機（入場機・出場機）が設置されている。
2017年（平成29年）に建て替えられた駅舎は木造で、長野県産のヒノキを中心に利用されている。屋根は待合室部分が片流れとし、事務所部分が切り妻という構造になっている。駅舎は「北アルプスの風」をイメージしている。旧駅舎は開業時から100年以上使われていた。

### のりば
| 番線 | 路線    | 方向 | 行先                                        |
| ---- | ------- | ---- | ------------------------------------------- |
| 1    | ■大糸線 | 下り | 信濃大町・白馬方面                          |
| 2    | ■大糸線 | 上り | 松本方面 （一部に穂高方面列車の発着がある） |

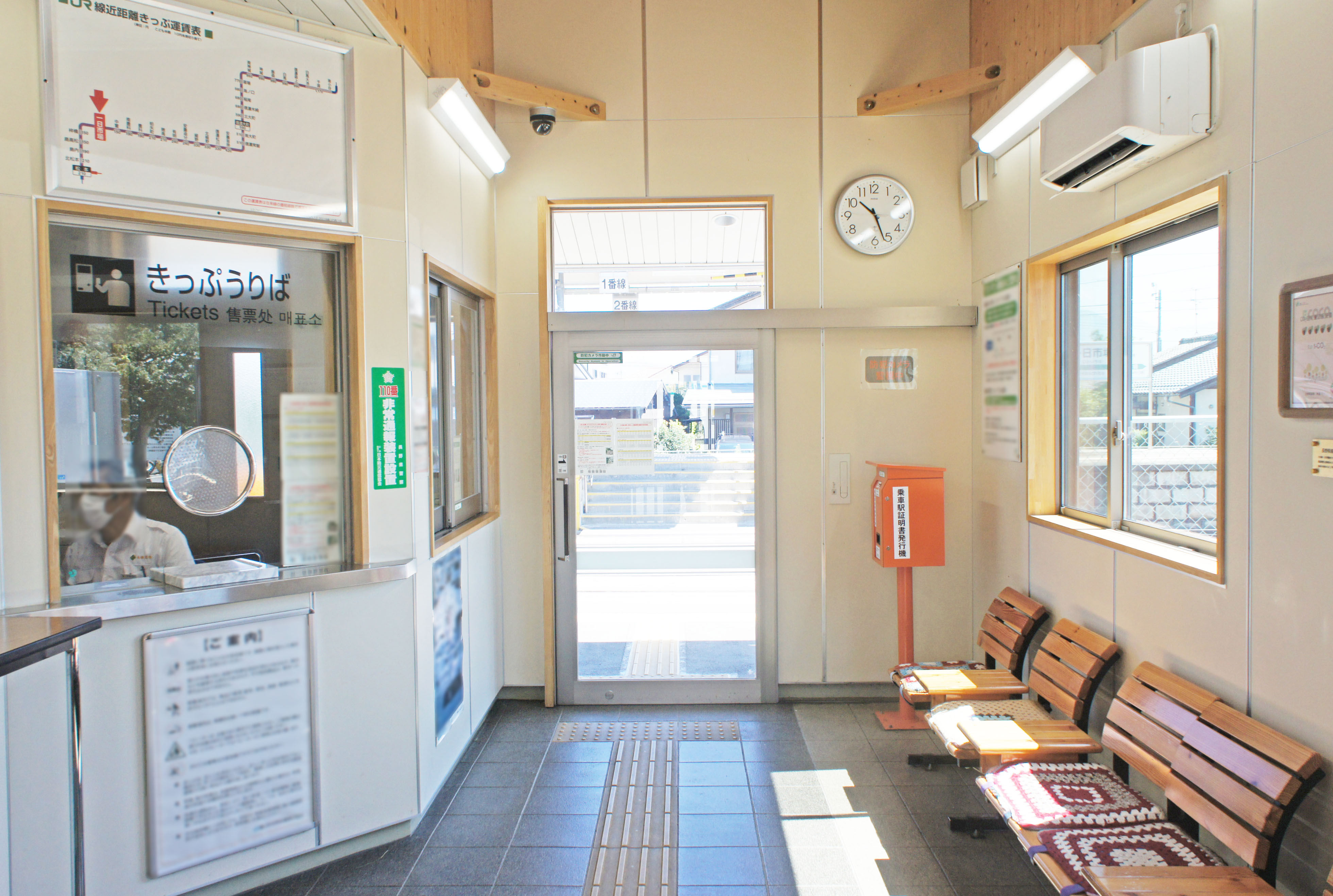
改札口（2021年8月）
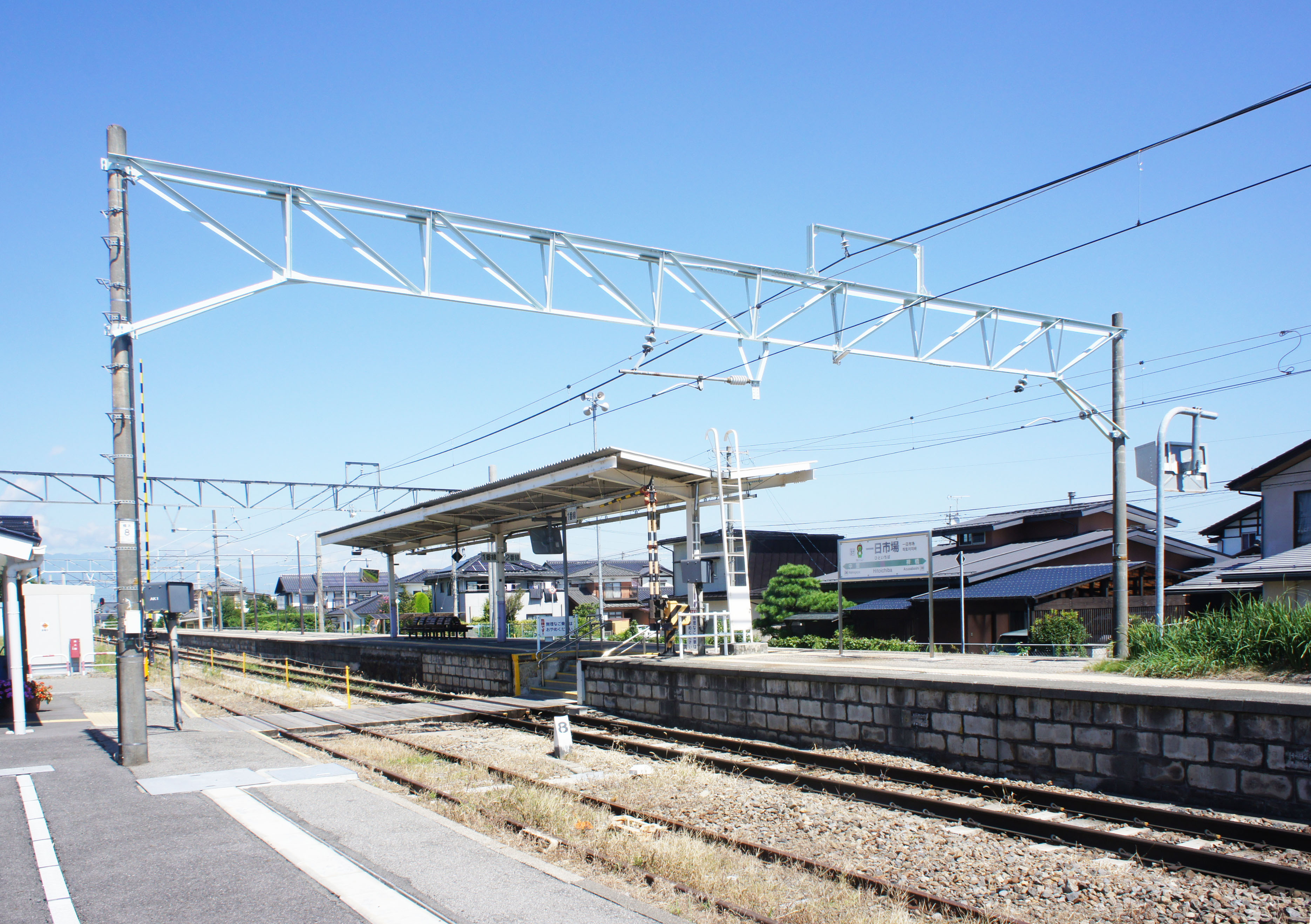
ホーム（2021年8月）

旧駅舎時代
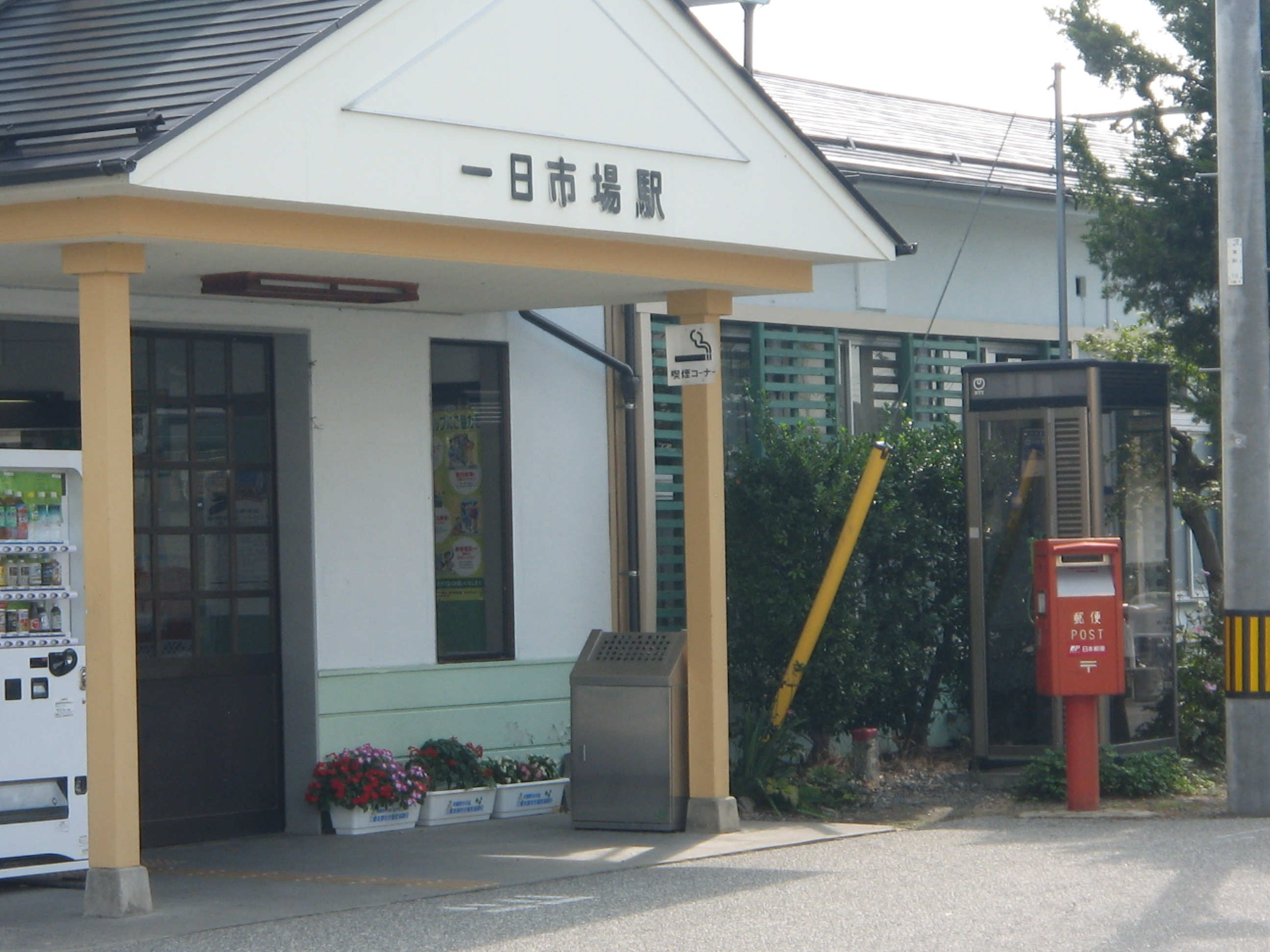
旧駅舎（2008年9月）
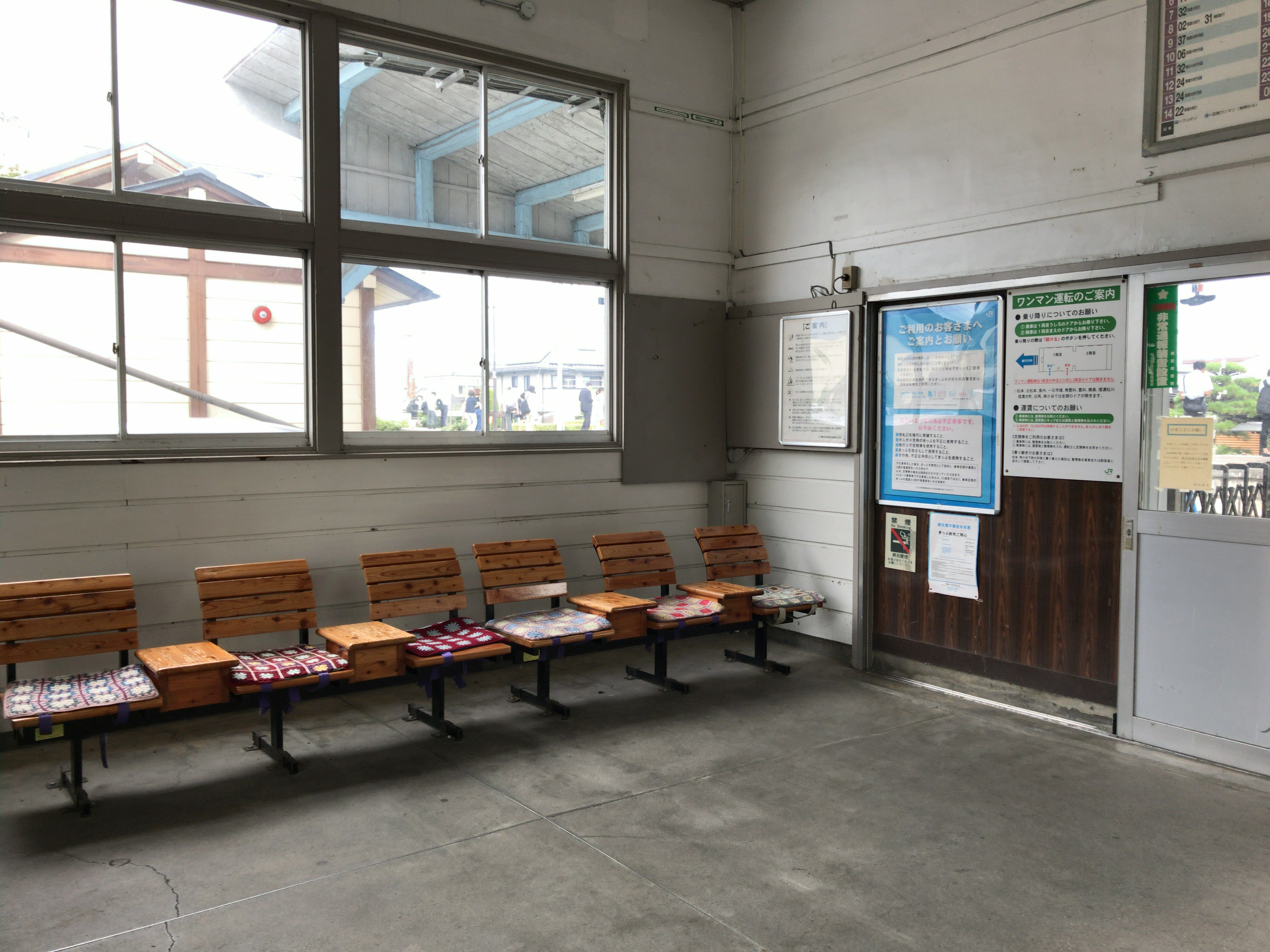
旧駅舎の待合室（2017年8月）
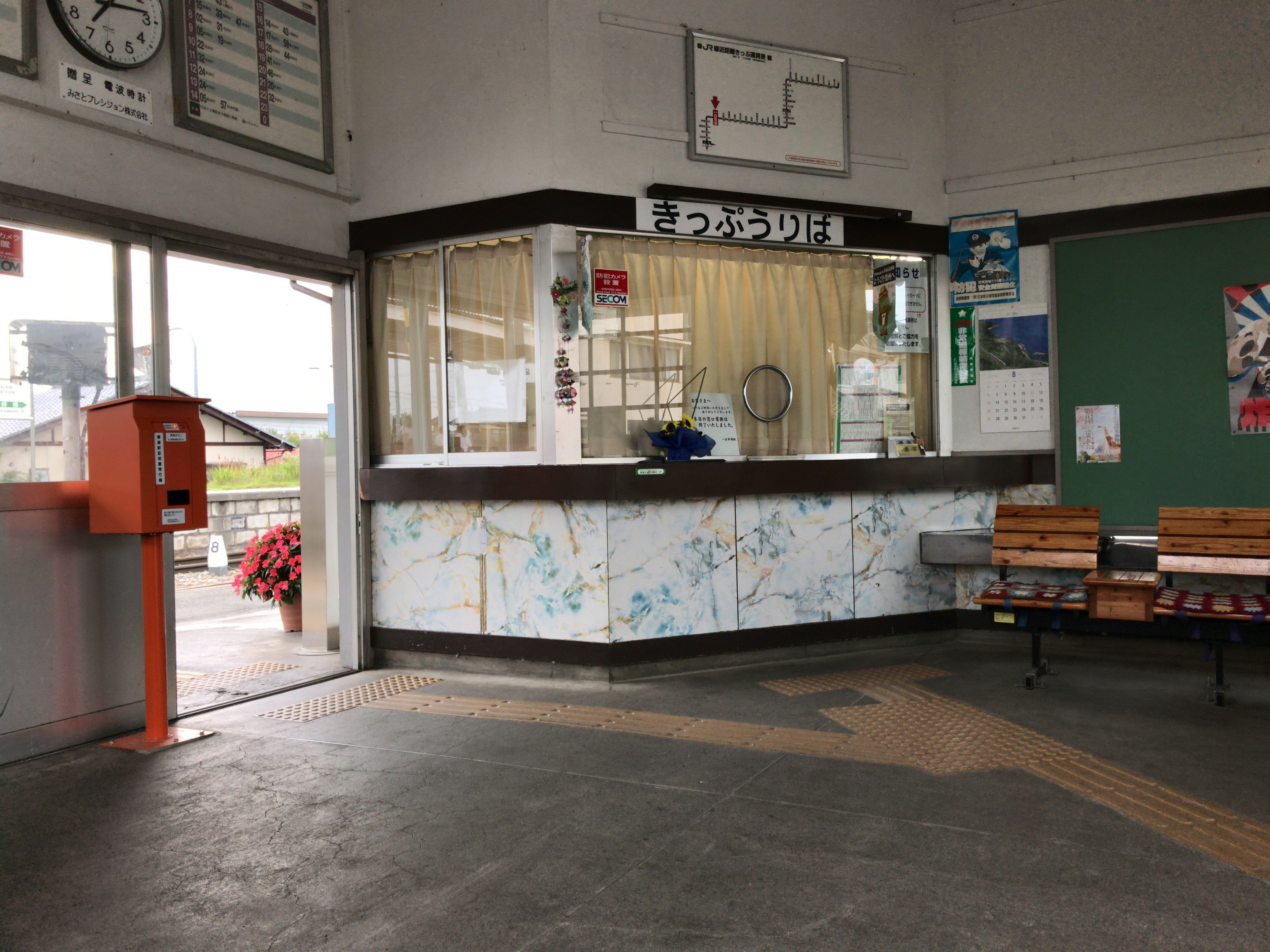
旧駅舎のきっぷ売り場（2017年8月）

## 利用状況
JR東日本によると、2023年度（令和5年度）の1日平均乗車人員は666人である。
2000年度（平成12年度）以降の推移は以下のとおりである。
| 1日平均乗車人員推移 | 1日平均乗車人員推移 | 1日平均乗車人員推移 | 1日平均乗車人員推移 | 1日平均乗車人員推移 |
| 年度                | 定期外              | 定期                | 合計                | 出典                |
| ------------------- | ------------------- | ------------------- | ------------------- | ------------------- |
| 2000年（平成12年）  |                     |                     | 912                 | [ 利用客数 2 ]      |
| 2001年（平成13年）  |                     |                     | 910                 | [ 利用客数 3 ]      |
| 2002年（平成14年）  |                     |                     | 882                 | [ 利用客数 4 ]      |
| 2003年（平成15年）  |                     |                     | 851                 | [ 利用客数 5 ]      |
| 2004年（平成16年）  |                     |                     | 819                 | [ 利用客数 6 ]      |
| 2005年（平成17年）  |                     |                     | 816                 | [ 利用客数 7 ]      |
| 2006年（平成18年）  |                     |                     | 807                 | [ 利用客数 8 ]      |
| 2007年（平成19年）  |                     |                     | 808                 | [ 利用客数 9 ]      |
| 2008年（平成20年）  |                     |                     | 793                 | [ 利用客数 10 ]     |
| 2009年（平成21年）  |                     |                     | 757                 | [ 利用客数 11 ]     |
| 2010年（平成22年）  |                     |                     | 773                 | [ 利用客数 12 ]     |
| 2011年（平成23年）  |                     |                     | 798                 | [ 利用客数 13 ]     |
| 2012年（平成24年）  | 146                 | 666                 | 813                 | [ 利用客数 14 ]     |
| 2013年（平成25年）  | 140                 | 678                 | 818                 | [ 利用客数 15 ]     |
| 2014年（平成26年）  | 136                 | 646                 | 783                 | [ 利用客数 16 ]     |
| 2015年（平成27年）  | 139                 | 637                 | 777                 | [ 利用客数 17 ]     |
| 2016年（平成28年）  | 137                 | 624                 | 762                 | [ 利用客数 18 ]     |
| 2017年（平成29年）  | 138                 | 625                 | 763                 | [ 利用客数 19 ]     |
| 2018年（平成30年）  | 141                 | 641                 | 783                 | [ 利用客数 20 ]     |
| 2019年（令和元年）  | 136                 | 639                 | 775                 | [ 利用客数 21 ]     |
| 2020年（令和02年）  | 77                  | 577                 | 654                 | [ 利用客数 22 ]     |
| 2021年（令和03年）  | 53                  | 582                 | 635                 | [ 利用客数 23 ]     |
| 2022年（令和04年）  | 42                  | 603                 | 645                 | [ 利用客数 24 ]     |
| 2023年（令和05年）  | 45                  | 621                 | 666                 | [ 利用客数 1 ]      |

一日平均乗車人員（単位：人/日）

## 駅周辺
当駅は、2005年（平成17年）9月30日まであった旧三郷村の中心部に近い位置にあり、東側の近くに旧豊科町との境界が通っている。
- 三郷郵便局
- JAあづみ明盛支所
- 長野県道321号中堀一日市場停車場線
- おむすびころりん本舗本社・工場
- 三郷御岳町公園（南）・（北）
- 駒海渡分水工
- 長野県道316号梓橋田沢停車場線（旧・国道147号）
- 七日市場団地
- 七日市場公園
- 一日市場団地
- 一日市場公園
- 三郷体育館
- 安曇野市 三郷支所
- 三郷文化公園
- 下長尾公園

## 隣の駅
東日本旅客鉄道（JR東日本）
■大糸線
快速（上り1本のみ運転）・普通 
梓橋駅 (38) - 一日市場駅 (37) - 中萱駅 (36)

### 記事本文
1. 1 2 3 4 5 6 7  信濃毎日新聞社出版部『長野県鉄道全駅 増補改訂版』信濃毎日新聞社、2011年7月24日、96頁。ISBN 9784784071647。
2. 1 2  『大糸線に「駅ナンバー」を導入します』（PDF）（プレスリリース）東日本旅客鉄道長野支社、2016年12月7日。オリジナルの2016年12月8日時点におけるアーカイブ。2016年12月8日閲覧。
3. 1 2 3 4 5 6  『東筑摩郡松本市塩尻市誌 第三巻 現代下』 東筑摩郡・松本市・塩尻市郷土資料編纂会、1965年。
4. 1 2 3  石野哲 編『停車場変遷大事典 国鉄・JR編 II』（初版）JTB、1998年10月1日、207-208頁。ISBN 978-4-533-02980-6。
5. ↑  松本市史編さん室 『松本市史 第二巻歴史編Ⅲ近代』 松本市、1995年11月30日。
6. ↑  大正4年5月4日付官報（第824号） 鉄道省彙報
7. ↑  大町市史編纂委員会 『大町市史 第四巻 近代・現代』 大町市、1985年9月1日。
8. ↑  大町市史編纂委員会 『大町市史 第五巻 民俗・観光』 大町市、1984年7月1日。
9. ↑  「CTC化が完成 大糸線 拠点駅構想も実施へ 長鉄局」『交通新聞』交通協力会、1983年3月25日、1面。
10. ↑  曽根悟（監修）（著）、朝日新聞出版分冊百科編集部（編集）（編）「大糸線・飯山線・篠ノ井線・越後線・弥彦線」『週刊 歴史でめぐる鉄道全路線 国鉄・JR』第9号、朝日新聞出版、2009年9月6日、11頁。
11. 1 2  “一日市場駅　建て替え進む　県産材使用　山脈イメージ”.   市民タイムス (2017年11月9日). 2018年2月28日時点のオリジナルよりアーカイブ。2018年2月28日閲覧。
12. 1 2 3  『2025年3月15日（土）長野県のSuica利用がますます便利になります』（PDF）（プレスリリース）東日本旅客鉄道長野支社、2024年12月13日。オリジナルの2024年12月13日時点におけるアーカイブ。2024年12月16日閲覧。
13. ↑  『長野県におけるSuicaご利用駅の拡大について』（PDF）（プレスリリース）東日本旅客鉄道長野支社、2023年6月20日。オリジナルの2023年6月20日時点におけるアーカイブ。2023年6月20日閲覧。
14. ↑  “駅の情報（一日市場駅）：JR東日本”.   東日本旅客鉄道. 2025年3月1日時点のオリジナルよりアーカイブ。2025年3月1日閲覧。
15. 1 2  『市民タイムス』2017年11月09日付朝刊、7面、安曇野。
16. 1 2  “JR東日本：駅構内図・バリアフリー情報（一日市場駅）”.   東日本旅客鉄道. 2025年5月15日閲覧。

### 利用状況
1. 1 2  各駅の乗車人員（2023年度） - JR東日本
2. ↑  各駅の乗車人員（2000年度） - JR東日本
3. ↑  各駅の乗車人員（2001年度） - JR東日本
4. ↑  各駅の乗車人員（2002年度） - JR東日本
5. ↑  各駅の乗車人員（2003年度） - JR東日本
6. ↑  各駅の乗車人員（2004年度） - JR東日本
7. ↑  各駅の乗車人員（2005年度） - JR東日本
8. ↑  各駅の乗車人員（2006年度） - JR東日本
9. ↑  各駅の乗車人員（2007年度） - JR東日本
10. ↑  各駅の乗車人員（2008年度） - JR東日本
11. ↑  各駅の乗車人員（2009年度） - JR東日本
12. ↑  各駅の乗車人員（2010年度） - JR東日本
13. ↑  各駅の乗車人員（2011年度） - JR東日本
14. ↑  各駅の乗車人員（2012年度） - JR東日本
15. ↑  各駅の乗車人員（2013年度） - JR東日本
16. ↑  各駅の乗車人員（2014年度） - JR東日本
17. ↑  各駅の乗車人員（2015年度） - JR東日本
18. ↑  各駅の乗車人員（2016年度） - JR東日本
19. ↑  各駅の乗車人員（2017年度） - JR東日本
20. ↑  各駅の乗車人員（2018年度） - JR東日本
21. ↑  各駅の乗車人員（2019年度） - JR東日本
22. ↑  各駅の乗車人員（2020年度） - JR東日本
23. ↑  各駅の乗車人員（2021年度） - JR東日本
24. ↑  各駅の乗車人員（2022年度） - JR東日本